# Volta à Catalunha de 1911
A Volta à Catalunha de 1911 foi a primeira edição da Volta à Catalunha. Disputou-se em 3 etapas do 6 a 8 de janeiro de 1911. O vencedor final foi o espanhol Sebastián Masdeu, que levou o prêmio de 975 pesetas, por adiante de José Magdalena que ganhou 325 pesetas, e Vicente Blanco, que ganhou 275.

## Etapas
| Etapa | Data         | Cidades de etapa      | km     | Vencedor da etapa        | Líder da general         |
| ----- | ------------ | --------------------- | ------ | ------------------------ | ------------------------ |
| 1.ª   | 6 de janeiro | Barcelona - Tarragona | 98 km  | Espanha Sebastián Masdeu | Espanha Sebastián Masdeu |
| 2.ª   | 7 de janeiro | Tarragona - Lérida    | 111 km | Espanha Cesáreo Ruiz     | Espanha Sebastián Masdeu |
| 3.ª   | 8 de janeiro | Lérida - Tarragona    | 153 km | Espanha Sebastián Masdeu | Espanha Sebastián Masdeu |

### 1.ª etapa
06-01-1911: Barcelona - Tarragona. 98,340 km
|   | Corredor                 | Tempo      |
| - | ------------------------ | ---------- |
| 1 | Espanha Sebastián Masdeu | 3h 28' 10" |
| 2 | Espanha José Magdalena   | + 3"       |
| 3 | Espanha Vicente Blanco   | + 8' 34"   |

|   | Ciclista                 | Tempo      |
| - | ------------------------ | ---------- |
| 1 | Espanha Sebastián Masdeu | 3h 28' 10" |
| 2 | Espanha José Magdalena   | + 3"       |
| 3 | Espanha Vicente Blanco   | + 8' 34"   |

### 2.ª etapa
07-09-1913: Tarragona - Lleida. 111,310 km
|   | Corredor                 | Tempo      |
| - | ------------------------ | ---------- |
| 1 | Espanha Cesario Ruiz     | 5h 13' 17" |
| 2 | Espanha Vicente Blanco   | + 2' 05"   |
| 3 | Espanha Sebastián Masdeu | + 2' 48"   |

|   | Ciclista                 | Tempo      |
| - | ------------------------ | ---------- |
| 1 | Espanha Sebastián Masdeu | 8h 44' 15" |
| 2 | Espanha José Magdalena   | + 2' 43"   |
| 3 | Espanha Vicente Blanco   | + 17' 54"  |

### 3.ª etapa[1]
08-01-1911: Lérida - Barcelona. 153,30 km
|   | Corredor                 | Tempo      |
| - | ------------------------ | ---------- |
| 1 | Espanha Sebastián Masdeu | 6h 46' 25" |
| 2 | Espanha Vicente Blanco   | + 01"      |
| 3 | Espanha José Magdalena   | + 03"      |

|   | Ciclista                 | Tempo       |
| - | ------------------------ | ----------- |
| 1 | Espanha Sebastián Masdeu | 15h 30' 40" |
| 2 | Espanha José Magdalena   | + 2' 46"    |
| 3 | Espanha Vicente Blanco   | + 17' 55"   |

## Classificação Geral
|   | Ciclista                 | Tempo        |
| - | ------------------------ | ------------ |
| 1 | Espanha Sebastián Masdeu | 15h 30' 40"  |
| 2 | Espanha José Magdalena   | + 2' 46"     |
| 3 | Espanha Vicente Blanco   | + 17' 55"    |
| 4 | Espanha Vicente Linares  | + 46' 20"    |
| 5 | Espanha Otilio Borrás    | + 1h 11' 23" |